# اندرو واتسون

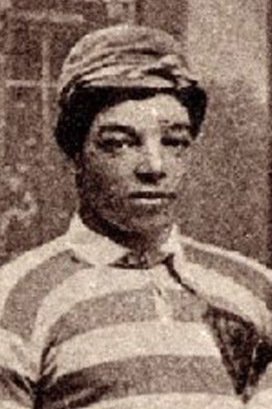

اندرو واتسون (به انگلیسی: Andrew Watson)؛ (زادهٔ ۲۴ مهٔ ۱۸۵۶ – درگذشتهٔ ۸ مارس ۱۹۲۱) فوتبالیست اهل اسکاتلند بود که به عنوان ملی‌پوش سیاه‌پوست در جهان شناخته می‌شود. او پیشگام ورود رنگین‌پوستان به فوتبال بود.

## آغاز زندگی و خانواده
اندرو واتسون در سال ۱۸۵۶ و در جرج‌تاون زاده شد. این شهر در آن هنگام، مرکز تجارت برده بود. پدر اندرو، پیتر میلر واتسون، یک وکیل سفیدپوست اسکاتلندی و یکی از چهره‌ای تأثیرگذار در منظقه دمرارا بود. او وکیل شرکتی بود که شکر، قهوه و شراب نیشکر صادر می‌کرد و در تجارت برده نیز فعالیت بود. مادر اندرو، آنا رز، زنی سیاه‌پوست بود که به‌عنوان یک برده به دنیا آمد و زمانی که جوان بود به همراه مادرش مینکی از بردگی آزاد شد. خانواده اندرو واتسون ثروت زیاد و ارتباطات قدرتمندی داشتند.
اندرو واتسون از نوادگان جان گلادستون، یکی از بزرگترین برده‌داران بریتانیا و پدر ویلیام یوئرت گلدستون است که برای ۱۲ سال در چهار دوره متفاوت بین سال‌های ۱۸۶۸ تا ۱۸۹۴ نخست‌وزیر بریتانیا بوده است. خانواده واتسون در سده نوزدهم میلادی زمینه کاری خود را به بانکداری و راه آهن توسعه دادند و از این راه ثروت قابل توجهی بدست آوردند.

## مهاجرت به انگلستان
اندرو واتسون در سن دو سالگی به همراه خواهر بزرگترش آنتا به انگلستان رفت و در مدرسه ممتاز هیث در شهر هلیفکس واقع در یورک‌شر غربی تحصیل کرد. پس از آن در کینگز کالج لندن و همچنین دانشگاه گلاسگو به تحصیل پرداخت.

## زندگی حرفه‌ای
اندرو واتسون در ۲۱ سالگی و پس از مرگ پدرش، میراثی شش هزار پوندی (برابر هفتصدهزار پوند امروز) همراه با سود آن به او رسید. او بخشی از این پول را در باشگاه فوتبال خود به نام پارک گرو و بخشی دیگر را در کسب‌وکار انبارداری سرمایه‌گذاری کرد.
در سال ۱۸۷۵ هنگامیکه که واتسون به گلاسگو کوچ کرد به سختی فوتبال بازی می‌کرد. اما طی شش سال، خود را به عنوان یکی از با استعدادترین و با ارزش‌ترین بازیکنان فوتبال معرفی کرد.
اندرو واتسون پس از آغاز به بازی در باشگاه کوئینز پارک او به همراه تیم خود، سه بار جام اسکاتلند را از آن خود کرد.

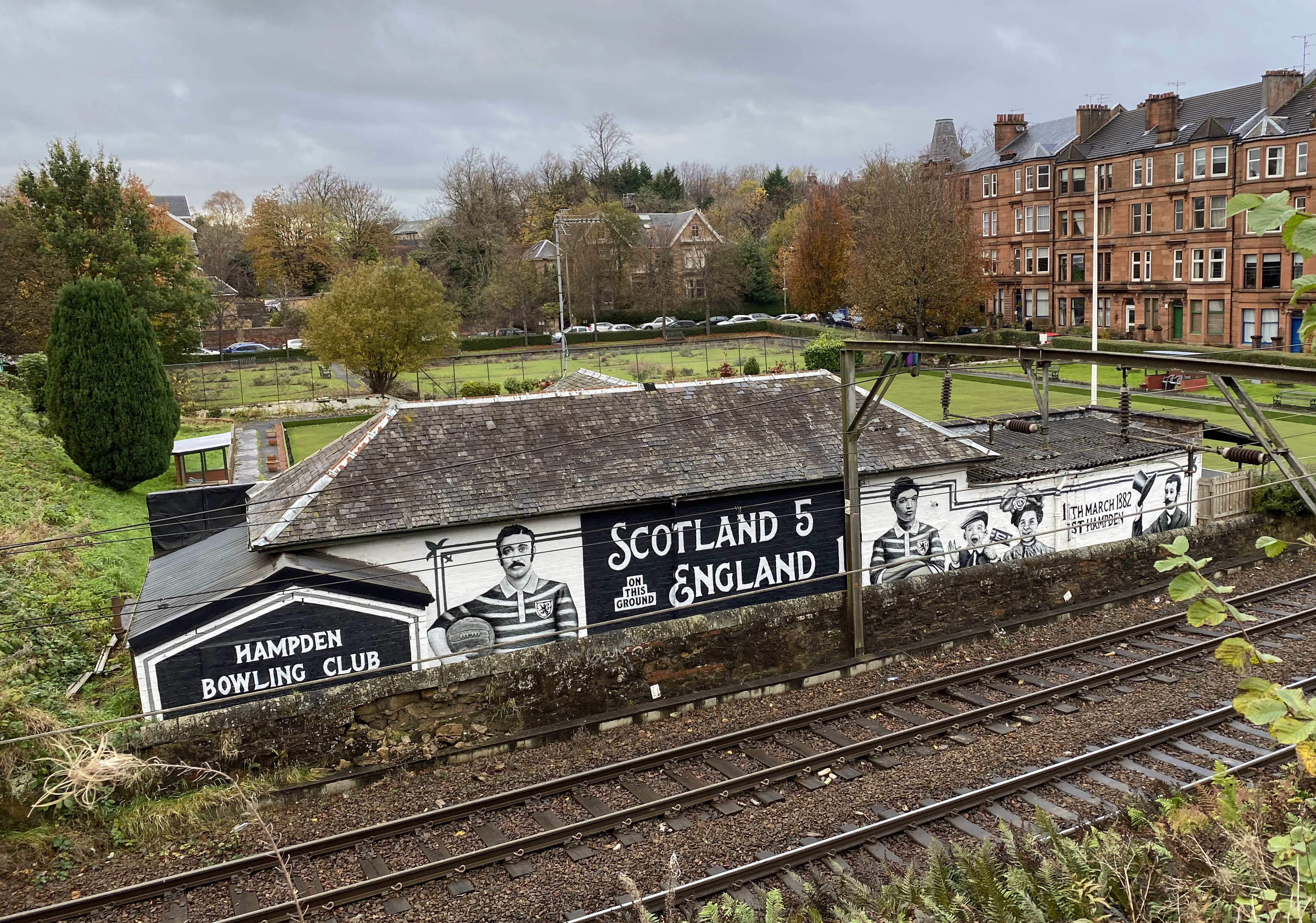
محل پیشین ورزشگاه همپدن پارک در گلاسگو که امروز باشگاه بولینگ است.

واتسون در دوره عضویت در تیم ملی اسکاتلند دو بار مقابل تیم ملی انگلستان بازی کرد و هر دو بار، اسکاتلند برنده قاطع میدان بود. دومین پیروزی، ۵-۱ در ورزشگاه همپدن پارک (ورزشگاه ملی اسکاتلند در شهر گلاسگو) چنان چشمگیر بود که باعث شد اتحادیه فوتبال انگلستان رویکرد خود به فوتبال را تغییر دهد. آنها برای ایجاد این تغییر به سراغ حود واتسون رفتند و او را برای بازی در تیم آماتور و جدیدی که از نخبگان تشکیل داده بودند دعوت کردند. نام این تیم، کورینتیان اف‌سی بود که به دلیل ترویج فوتبال در سراسر جهان شناخته می‌شود. او در این باشگاه، لقب «پروفسور اسکاتلندی» را گرفت.
اندرو واتسون در کورینتیان و هم در بسیاری از باشگاه‌های دیگر انگلستان، دانش و شیوه پاس دادن پویاتر را آموزش داد. او منشأ تغییرات بزرگی بود و به مدرن سازی فوتبال کمک کرد. با تلاش‌های او، بازی انفرادی و دریبل که در آن یک بازیکن با توپ حرکت می‌کرد و بقیه پشت سرش می‌دویدند به پایان رسید و پاس دادن و همکاری با دیگر بازیکنان، جای آنرا گرفت.

## افول و کناره‌گیری
در سال ۱۸۸۲ بلافاصله پس از ورود اندرو واتسون به لندن برای بازی در تیم سوئیفت نخستین همسر واتسون، جسی نیمو آرمور درگذشت. دو فرزند آنها نزد پدربزرگ و مادربزرگ خود در گلاسگو باقی ماندند. این مسائل، آغازگر دوره‌ای ناآرام در زندگی او شدند. او تا سال ۱۸۸۸ او مرتب تیم عوض می‌کرد و در دوران افول حرفه خود بود. آخرین تیمی که اندرو واتسون در آن بازی کرد بوتل بود. او در همان شهر بوتل با همسر دومش الیزا کیت تایلر ازدواج کرد و صاحب دو فرزند دیگر شد. سپس از فوتبال بازنشسته شد و به عنوان مهندس دریانوردی آموزش دید. او در یک شرکت کشتیرانی برای کار در دریا آغاز به کار کرد و به تدریج به درجه مهندس ارشد رسید. اما در فوتبال و افکار عمومی رفته‌رفته فراموش شد و تنها در یکی از روزنامه‌های گلاسگو در سال ۱۸۸۹ درباره پیشه جدید مهندسی او نوشتند.

## درگذشت
اندرو واتسون در سال ۱۹۲۱ بر اثر سینه‌پهلو درگذشت. مرگ او در روزنامه‌های ریچموند و توییکنهام تایمز اعلام شد، در حالیکه که از او به عنوان یکی از بستگان نزدیک گلادستون، نخست‌وزیر پیشین یاد شده بود اشاره‌ای به دوران فوتبال او نشد.
برای چندین دهه، محل خاکسپاری واتسون ناشناخته بود و تصور می‌شد احتمالاً در استرالیا یا بمبئی دفن شده باشد. اما قبر واقعی او در قبرستان ریچموند، در جنوب غربی لندن است.